# Hajattack

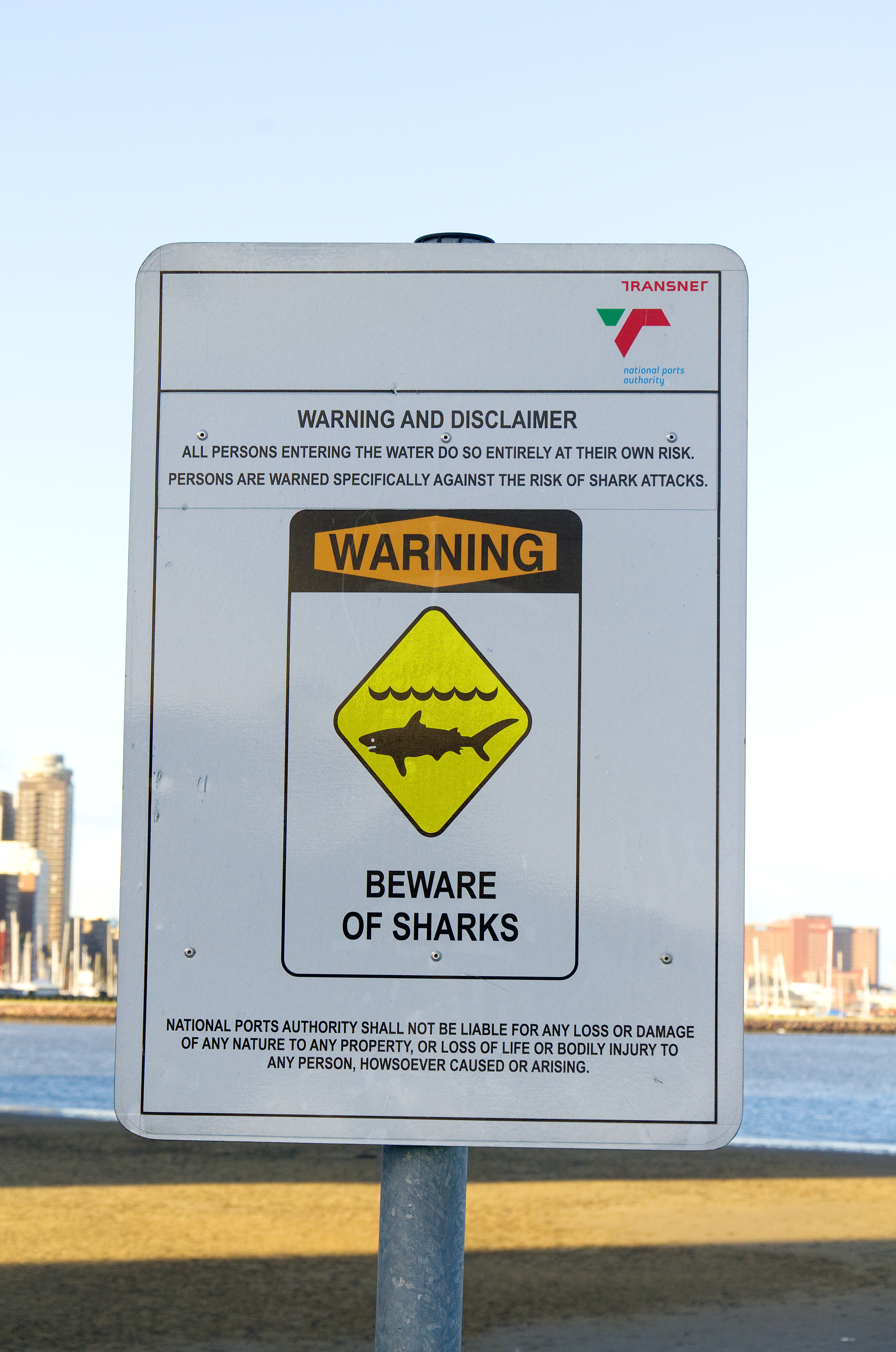
En skylt som varnar för hajattacker.

En hajattack eller ett hajangrepp  sker då en haj biter en människa. Varje år rapporteras omkring hundra hajattacker i världen och sedan 1958 finns Internationella hajattackarkivet, som bokför dessa. Vanligtvis blir man bara skadad, men ibland kan människor till och med bli dödade och konsumerade. De flesta hajarter äter egentligen bara djur som lever i vattnet, men när de känner lukten av blod eller urin kan de anfalla människor. 

## Statistik
| Bekräftade oprovocerande hajattacker, 1958–2011                                 | Bekräftade oprovocerande hajattacker, 1958–2011 | Bekräftade oprovocerande hajattacker, 1958–2011 | Bekräftade oprovocerande hajattacker, 1958–2011 |
| Region                                                                          | Totala Attacker                                 | Dödliga Attacker                                | Senaste Dödsolyckan                             |
| ------------------------------------------------------------------------------- | ----------------------------------------------- | ----------------------------------------------- | ----------------------------------------------- |
| USA (ej Hawaii)                                                                 | 980                                             | 37                                              | 2012                                            |
| Australien                                                                      | 488                                             | 144                                             | 2011                                            |
| Australien (Alternativ källa)                                                   | 685                                             | 201                                             | 2012                                            |
| Afrika                                                                          | 314                                             | 85                                              | 2011                                            |
| Asien                                                                           | 124                                             | 51                                              | 2000                                            |
| Stilla Havet / Oceanien (ej Hawaii)                                             | 124                                             | 50                                              | 2011                                            |
| Sydamerika                                                                      | 105                                             | 23                                              | 2006                                            |
| Hawaii                                                                          | 105                                             | 8                                               | 2004                                            |
| Antillerna och Bahamas                                                          | 67                                              | 16                                              | 2019                                            |
| Mellanamerika                                                                   | 56                                              | 27                                              | 2011                                            |
| Nya Zeeland                                                                     | 47                                              | 8                                               | 1968                                            |
| Europa                                                                          | 35                                              | 17                                              | 1984                                            |
| Bermuda                                                                         | 3                                               | 0                                               | —                                               |
| Ospecifierad / Öppna havet                                                      | 14                                              | 7                                               | 2006                                            |
| Total:                                                                          | 2,463                                           | 471                                             | 2011                                            |
| Källa: International Shark Attack File Australian Shark Attack File – juli 2012 |                                                 |                                                 |                                                 |

Enligt Internationella hajattackarkivet (ISAF) är antalet bekräftade hajattacker i världen från 1958 till 2011 2463 stycken. Av dessa fick 471 dödlig utgång. Det land där flest dödats av hajattacker enligt statistiken är Australien.